# Charles Bouvard
Charles Bouvard (Montoire-sur-le-Loir, 1572 – Parigi, 22 ottobre 1658) è stato un medico, chirurgo e chimico francese.

## Biografia
Nato a Montoire-sur-le-Loir nel 1572, Charles Bouvard era figlio di un medico della sua città, ma rimase orfano di entrambi i genitori in tenera età. Vedendo la sua precoce propensione per le materie scientifiche e mediche, venne quindi preso sotto tutela da Marin Liberge, professore dell'Università di Angers, dove ebbe modo di studiare medicina, laureandosi nel 1604 e divenendo successivamente professore di medicina al Collège royal dal 1625 al 1628. Entrò quindi al servizio diretto di re Luigi XIII come archiatra di corte, sostituendo Jean Héroard, e venne anche nominato sovrintendente del Jardin des plantes di Parigi. Particolarmente con quest'ultimo incarico, cercò di applicare la propria conoscenza del mondo delle piante officinali per la produzione di rimedi naturali a base di fiori. Il suo nome è infatti ancora oggi associato alla Bouvardia ternifolia (ordine delle Rubiaceae), ed a Cap Bouvard, in Australia occidentale. Charles Bouvard fu grande amico del fisico Joseph Barsalou (1600–1660), col quale intrattenne una fitta corrispondenza, conservata sino ad oggi, nella quale è possibile evidenziare i diversi trattamenti a base di erbe officinali che venivano somministrati ai pazienti dell'epoca.
Morì a Parigi nel 1658. La sua città natale Montoire-sur-le-Loir gli ha dedicato una via.

## Opere
- Description de la maladie, de la mort et de la vie de madame la duchesse de Mercœur, décédée en son château d'Anet le 6 sept. 1623., publié à Paris : J. Libert, 1624, notice n° : FRBNF30150427
- Historicae hodiernae medicinae rationalis veritatis @ rationales medicos, Publication : (S. l., 1655.), notice n° : FRBNF30150428